# Grallaire ocrée
Grallaricula flavirostris
Espèce
Statut de conservation UICN

 NT  : Quasi menacé
La Grallaire ocrée (Grallaricula flavirostris) est une espèce d'oiseaux de la famille des Grallariidae.

## Description
L'adulte mesure environ 10 cm pour un poids de 14 g à 18 g.

## Répartition et habitat

Aire de répartition de la Grallaire ocrée.

Cet oiseau est réparti à travers les Andes et la cordillère de Talamanca. Il se rencontre en Bolivie, en Colombie, au Costa Rica, en Équateur, au Panama et au Pérou.
Son habitat naturel est subtropical ou des forêts tropicales humides.

## Liste des sous-espèces
Selon le Congrès ornithologique international :
- Grallaricula flavirostris boliviana Chapman, 1919
- Grallaricula flavirostris brevis Nelson, 1912
- Grallaricula flavirostris costaricensis Lawrence, 1866
- Grallaricula flavirostris flavirostris (P. L. Sclater, 1858)
- Grallaricula flavirostris mindoensis Chapman, 1925
- Grallaricula flavirostris ochraceiventris Chapman, 1922
- Grallaricula flavirostris similis Carriker, 1933
- Grallaricula flavirostris zarumae Chapman, 1922

## Systématique
Le nom valide complet (avec auteur) de ce taxon est Grallaricula flavirostris (P.L.Sclater, 1858).
L'espèce a été initialement classée dans le genre Grallaria sous le protonyme Grallaria flavirostris P.L.Sclater, 1858
Ce taxon porte en français le nom vernaculaire ou normalisé suivant : Grallaire ocrée.